# Glasbach (Schwarzatal)
Glasbach wird vom Glasbach durchflossen und ist ein Ortsteil der Landgemeinde Stadt Schwarzatal im Landkreis Saalfeld-Rudolstadt in Thüringen.

## Lage
Glasbach ist auch ein Straßendorf über etwa 2,5 Kilometer im unteren Schwarzatal bei etwa 380 Meter über NN. Die Straße des Dorfes und die Bahntrasse sowie die Häuser füllen das schmale Tal aus. 

## Geschichte
Glasbach wurde 1145 erstmals urkundlich genannt. Bis 1918 gehörte der Ort zur Oberherrschaft des Fürstentums Schwarzburg-Rudolstadt.
Alle weiteren Informationen sind dem Artikel Mellenbach-Glasbach zu entnehmen.